# アビームM&Aコンサルティング
アビームM&Aコンサルティング（アビームエムアンドエーコンサルティング）は、M&Aを専門に扱う日本のコンサルティング会社。アビームコンサルティングを親会社とする。
もともとはアビームコンサルティングの一部門であったが、日本国内におけるM&A関連業務の増加に対応するため、また、利害関係の衝突するM&Aに際し仲介に入るコンサルティング会社の独立性が重視されることを考慮しM&A事業部を分離、当社を設立した。
業務内容はM&Aに特化しており、「戦略立案」「投資判断」「M&A後の価値創造」を三つの軸としながら、企業の売却支援、買収防衛策の立案なども行っている。

## 会社概要
- 設立年月日　2005年4月1日
- 代表取締役　岡俊子
- オフィス　東京都千代田区有楽町1丁目10番1号 有楽町ビルヂング　　03-4288-5005

## 書籍
- M&Aを成功に導くビジネスデューデリジェンスの実務（中央経済社　アビームM&Aコンサルティング編）
- 三角合併がよ～くわかる本（秀和システム）

## 備考
新卒採用は親会社のアビームコンサルティングと別枠で行われており、選考内容もアビームコンサルティングとは異なっている。